# Okres Mělník

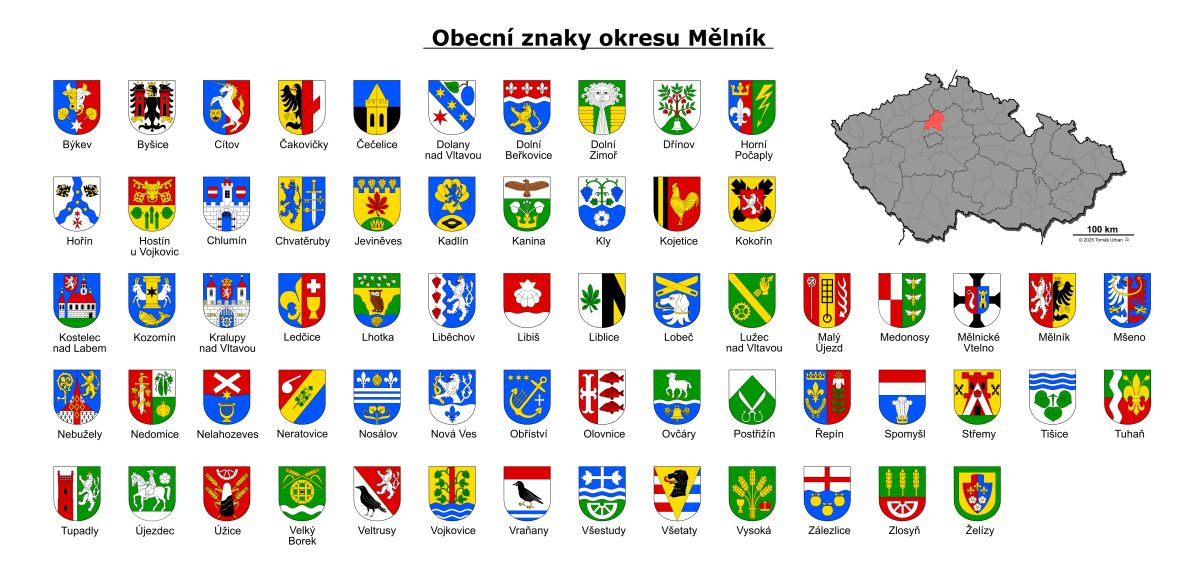
Přehled znaků okresu Mělník

Okres Mělník je okres v severní části Středočeského kraje. Sídlem jeho dřívějšího okresního úřadu bylo město Mělník, které je obcí s rozšířenou působností. Kromě jeho správního obvodu okres obsahuje ještě správní obvody obcí s rozšířenou působností Kralupy nad Vltavou a Neratovice.
Ze středočeských okresů sousedí na východě s okresem Mladá Boleslav, na jihu s okresem Praha-východ, na jihozápadě s okresy Praha-západ a Kladno. Na severozápadě hraničí s okresem Litoměřice Ústeckého kraje a na severu s okresem Česká Lípa Libereckého kraje.

## Charakteristika okresu

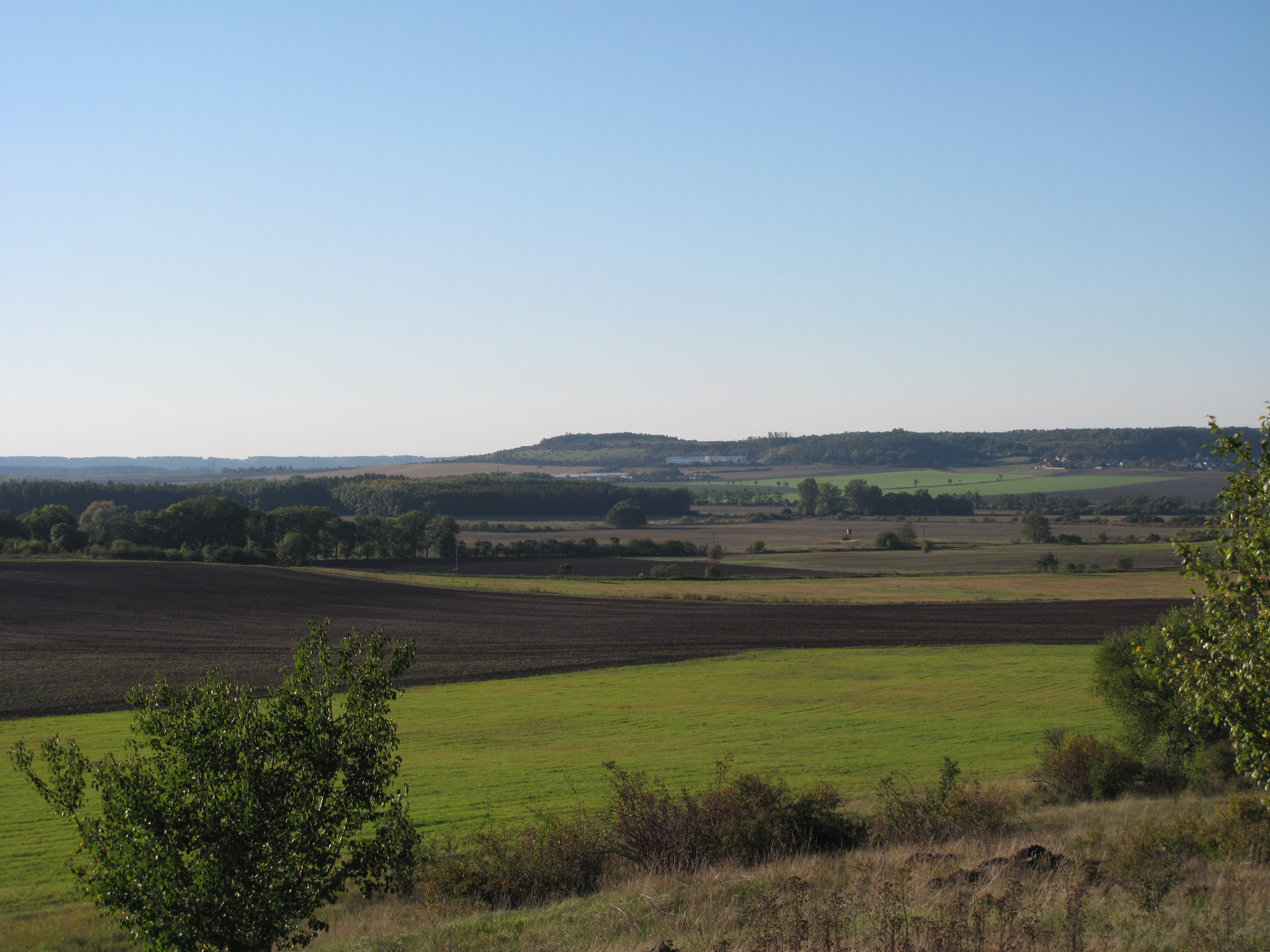
Krajina Mělnicka

Okres se skládá ze tří správních obvodů obcí s rozšířenou působností (Mělník, Kralupy nad Vltavou a Neratovice), které se dále člení na čtyři správní obvody obcí s pověřeným obecním úřadem (Mělník, Kralupy nad Vltavou, Neratovice a Mšeno). Největšími městy jsou Mělník (19 tisíc obyvatel), Kralupy nad Vltavou (18 tisíc obyvatel) a Neratovice (16 tisíc obyvatel).
Území okresu je rozloženo rovnoměrně kolem soutoku Labe a Vltavy, které se slévají přímo v Mělníku. Povrch je převážně rovinatý, pouze na severu se zvedají vrchy Kokořínska. Nejvyšším bodem okresu je Vrátenská hora u Mšena (507 m n. m.), nejnižším a současně nejnižším bodem kraje je koryto Labe v Horních Počaplech (153 m n. m.). K roku 2019 měl okres celkovou plochu 701 km², byl tedy druhým nejmenším v rámci celého kraje, z toho 65,7 % tvořila zemědělská půda a 18,8 % lesy.
V minulosti šlo o převážně zemědělskou oblast, kde bylo nejvýznamnější dodnes pěstované vinařství, zelinářství a ovocnářství. Ve druhé polovině 20. století se sem ale začal koncentrovat chemický průmysl a energetika. V důsledku toho Mělnicko v oblasti životního prostředí patří k nejvíce postiženým regionům středních Čech a v některých charakteristikách i v rámci celého státu. Okresem prochází dálnice D8, silnicemi I. třídy v okrese jsou I/9 a I/16. Dále tudy prochází silnice II. třídy II/101, II/240, II/244, II/246, II/259, II/261, II/273, II/274, II/331, II/522 a II/608 a železniční tratě : Praha–Děčín, Praha–Turnov, Čelákovice–Neratovice, Kralupy nad Vltavou – Kladno, Kralupy nad Vltavou – Louny, Kralupy nad Vltavou – Velvary, Lysá nad Labem – Ústí nad Labem, Mladá Boleslav – Mělník, Neratovice – Kralupy nad Vltavou, Vraňany – Lužec nad Vltavou, Vraňany–Libochovice.
Příroda okresu je relativně dobře zachována v jeho severní části, kam zasahuje chráněná krajinná oblast Kokořínsko – Máchův kraj, lesnatá oblast se vzácnými druhy zvířat, oblíbená pro individuální rekreaci. Kromě ní se na území okresu nachází národní přírodní památky Polabská černava a Holý vrch. Nejznámější národní kulturní památkou je gotický hrad Kokořín, dále jsou oblíbeným cílem turistů zámky Veltrusy s parkem, Nelahozeves s muzeem Antonína Dvořáka, Liblice nebo Liběchov, příp. zámek a další památky v samotném Mělníku.

## Seznam obcí a jejich částí

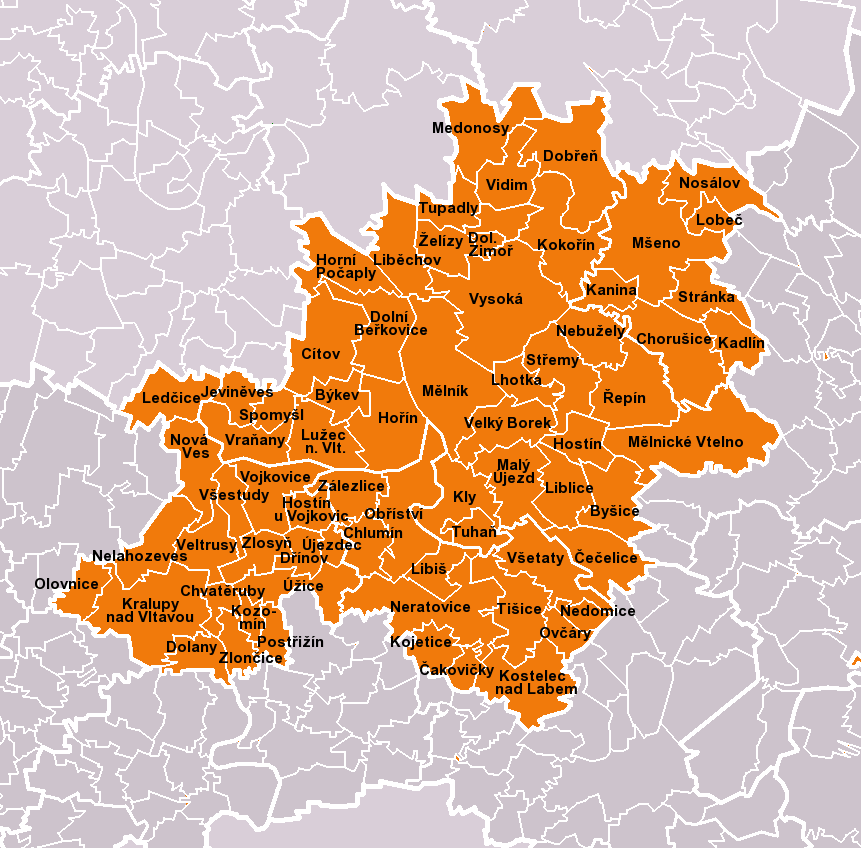
Rozsah okresu Mělník, platný od roku 2007, s vyznačenými hranicemi a názvy obcí

Města jsou uvedena tučně, městyse kurzívou, části obcí malince.
Býkev (Jenišovice) •
Byšice •
Cítov (Daminěves) •
Čakovičky •
Čečelice •
Dobřeň (Jestřebice • Klučno • Střezivojice • Vlkov) •
Dolany nad Vltavou (Debrno) •
Dolní Beřkovice (Podvlčí • Vliněves) •
Dolní Zimoř •
Dřínov •
Horní Počaply (Křivenice) •
Hořín (Brozánky • Vrbno • Zelčín) •
Hostín u Vojkovic •
Hostín •
Chlumín •
Chorušice (Choroušky • Velký Újezd • Zahájí) •
Chvatěruby •
Jeviněves •
Kadlín (Ledce) •
Kanina •
Kly (Dolní Vinice • Hoření Vinice • Krauzovna • Lom • Větrušice • Záboří) •
Kojetice •
Kokořín (Kokořínský Důl • Březinka • Janova Ves • Šemanovice • Truskavna) •
Kostelec nad Labem (Jiřice) •
Kozomín •
Kralupy nad Vltavou (Lobeček • Minice • Mikovice • Zeměchy) •
Ledčice •
Lhotka (Hleďsebe) •
Liběchov (Ješovice) •
Libiš •
Liblice •
Lobeč •
Lužec nad Vltavou (Chramostek) •
Malý Újezd (Jelenice • Vavřineč) •
Medonosy (Chudolazy • Nové Osinalice • Osinalice • Osinaličky) •
Mělnické Vtelno (Radouň • Vysoká Libeň) •
Mělník •
Mšeno (Brusné 2.díl • Hradsko • Olešno • Ráj • Romanov • Sedlec • Skramouš • Vojtěchov) •
Nebužely •
Nedomice •
Nelahozeves (Hleďsebe 1.díl • Hleďsebe 2.díl • Lešany • Podhořany) •
Neratovice (Byškovice • Horňátky • Korycany • Lobkovice • Mlékojedy) •
Nosálov (Brusné 1.díl • Libovice • Příbohy) •
Nová Ves (Miřejovice • Nové Ouholice • Staré Ouholice • Vepřek) •
Obříství (Dušníky • Semilkovice) •
Olovnice •
Ovčáry •
Postřižín •
Řepín (Živonín) •
Spomyšl •
Stránka (Ostrý • Tajná) •
Střemy (Jenichov) •
Tišice (Chrást • Kozly) •
Tuhaň •
Tupadly •
Újezdec •
Úžice (Červená Lhota • Kopeč • Netřeba) •
Velký Borek (Mělnická Vrutice • Skuhrov) •
Veltrusy •
Vidim •
Vojkovice (Bukol • Dědibaby • Křivousy) •
Vraňany (Mlčechvosty) •
Všestudy (Dušníky nad Vltavou) •
Všetaty (Přívory) •
Vysoká (Bosyně • Chodeč • Strážnice • Střednice) •
Zálezlice (Kozárovice • Zátvor) •
Zlončice (Dolánky) •
Zlosyň •
Želízy (Nové Tupadly • Sitné)

### Změna hranice okresu
Do 31. prosince 2006 byly v okrese Mělník také obce Borek, Dřísy, Konětopy, Křenek, Lhota a Záryby, které byly od 1. ledna 2007 převedeny do okresu Praha-východ.
K okresu Mělník jsou naopak od 1. ledna 2007 přiřazeny obce Čakovičky, Kojetice a Postřižín z okresu Praha-východ, Dolany z okresu Praha-západ a Olovnice z okresu Kladno.